# 萨尔瓦多嘻哈
萨尔瓦多嘻哈是来自萨尔瓦多的嘻哈音乐。这是20世纪90年代末随着Pescozada和Mecate等乐队的出现而出现的一种音乐风格。大约30年前，当大批萨尔瓦多人开始向洛杉矶，他们的到达的时间类似于美国嘻哈音乐的激增，所以他们开始参与。萨尔瓦多嘻哈仍然是一种较小的音乐，但它是社区和许多萨尔瓦多人生活的重要组成部分。